# Robert Fellows
Robert Fellows (Los Angeles, 23 augustus 1903 - Hollywood, 11 mei 1969) was een Amerikaanse filmproducent. 

## Biografie
Robert Fellows werd geboren op 23 augustus 1903 in Los Angeles. Fellows startte zijn carrière in de filmindustrie als regieassistent en productieleider, waarna hij zich opwerkte tot Uitvoerend producent en producent.
In 1952 richtte hij samen met acteur John Wayne het productiebedrijf Wayne/Fellows Productions op. In 1956 verliet hij het bedrijf alweer, waarna de naam van het bedrijf veranderd werd in Batjac Productions.
Fellows stierf op 11 mei 1969 te Hollywood.

## Filmografie (selectie)
| Jaar        | Productie                     | Functie              | Opmerking |
| ----------- | ----------------------------- | -------------------- | --------- |
| 1940        | Santa Fe Trail                | Uitvoerend producent |           |
| 1941        | They Died with Their Boots On | Uitvoerend producent |           |
| 1943        | The Iron Major                | Producent            |           |
| 1944        | Tall in the Saddle            | Producent            |           |
| 1945        | The Spanish Main              | Uitvoerend producent |           |
| 1945        | Back to Bataan                | Producent            |           |
| 1949        | Streets of Laredo             | Producent            |           |
| 1952        | Big Jim McLain                | Producent            |           |
| 1953        | Plunder of the Sun            | Producent            |           |
| 1953        | Hondo                         | Producent            |           |
| 1953        | Island in the Sky             | Producent            |           |
| 1954        | The High and the Mighty       | Producent            |           |
| 1954        | Ring of Fear                  | Producent            |           |
| 1954        | Track of the Cat              | Producent            |           |
| 1957 - 1958 | Goodyear Theatre              | Producent            | Tv-serie  |
| 1957 - 1958 | Alcoa Theatre                 | Producent            | Tv-serie  |
| 1958        | Screaming Mimi                | Producent            |           |